# Tsering Dhundup
Pour les articles homonymes, voir Tsering Döndrub (homonymie).
Tsering Dhundup (Inde, Mundgod, 21 février 1982) est un joueur de football tibétain, membre de la communautés d'exilés tibétains basée en Inde. Le milieu de terrain joue pour l'équipe du Tibet de football depuis 2007,. Après la victoire 6-0 du Tibet contre Delhi XI le 4 août 2007, Dhundup est devenu le premier buteur depuis la fondation de l'équipe tibétaine en 1999. 
| saison | pays  | match | buts |
| ------ | ----- | ----- | ---- |
| 2007   | Tibet | ?     | ?    |
| 2008   | Tibet | ?     | ?    |